# Pyromania (album)
Pyromania – trzeci album brytyjskiej grupy hardrockowej Def Leppard wydany 20 stycznia 1983 roku.
W 2003 album został sklasyfikowany na 384. miejscu listy 500 albumów wszech czasów magazynu Rolling Stone. 

## Lista utworów
1. Rock! Rock! (Till You Drop) (Steve Clark, Joe Elliott, Mutt Lange, Rick Savage) – 3:52
2. Photograph (Clark, Elliott, Lange, Rick Savage, Pete Willis) – 4:12
3. Stagefright (Elliott, Lange, Savage) – 3:46
4. Too Late for Love (Clark, Elliott, Lange, Savage, Willis) – 4:30
5. Die Hard the Hunter (Clark, Elliott, Lange, Savage) – 6:17
6. Foolin' (Clark, Elliott, Lange) – 4:32
7. Rock of Ages (Clark, Elliott, Lange) – 4:09
8. Comin' Under Fire (Clark, Elliott, Lange, Willis) – 4:20
9. Action! Not Words (Clark, Elliott, Lange) – 3:52
10. Billy's Got a Gun (Clark, Elliott, Lange, Savage, Willis) – 5:27

## Wykonawcy
- Rick Allen - perkusja
- Steve Clark - gitara
- Phil Collen - gitara
- Joe Elliott - wokal
- Rick Savage - bas
- Pete Willis - gitara

## Pozycje na listach
| Kraj              | Pozycja |
| ----------------- | ------- |
| Wielka Brytania   | 18      |
| Nowa Zelandia     | 26      |
| Stany Zjednoczone | 2       |
| Szwecja           | 23      |